# Zeča
Koordinati:   44°46′32″N, 14°18′44″E
Zeča je nenaseljeni otok s površino 2.55 km2, na katerem stoji svetilnik, v severnem Jadranu, zahodno od otoka Cres. Najsevernejša točka na otoku je Tanki rt, najjužnejša pa Debeli rt. Od severa, zahoda in juga je obkrožen z odprtim morjem. Na jugovzhodni obali otoka stoji svetilnik. Zeča naj bi ime dobila po zajcih, ki so naseljevali otok.
Na zahodni strani otoka sta otočka (čeri) Pregaznik in Seka, na vzhodni pa Mišar; na pol poti do otoka Cres je otoček Visoki.
Najvišji vrh otoka meri 65 mnm.
Iz pomorske karte je razvidno, da svetilnik, ki stoji na skrajnem zahodnem delu otoka oddaja svetlobni signal BR Bl(2) 10s. Nazivni domet svetilnika je 8 milj.